# بازيليك وادي المعمورة
بازيليك وادي المعمورة  هو معلم أثري تونسي مصنف من قبل المعهد الوطني للتراث يقع في ولاية القصرين في الجنوب الغربي التونسي، تحديدا في مدينة فريانا تم تصنيف المعلم في يوم 3 مارس 1893.